# 참나리
참나리 또는 호랑이꽃은 백합과의 여러해살이풀로 학명은 Lilium lancifolium이다. 속명으로는 백합, 나리, 알나리로 불린다. 속씨식물에 속하며, 9월 1일의 탄생화다.

## 특징
줄기의 높이는 1-2m 정도이며, 어린 가지에는 흰색의 잔털이 나 있다. 잎은 피침형으로, 잎자루를 가지지 않으며 어긋난다. 잎의 길이는 5-18cm, 폭 0.5-1.5cm로 짙은 갈색의 주아(珠芽)가 달린다.  꽃은 황적색으로 짙은 자색의 반점이 있으며, 7-8월경이 되면 피어난다. 주로 산이나 들에서 자라며 한국의 중부 이남에 분포하고 있다. 봄에 화원에서 구입할 수 있는 관상용 식물이다.

## 재배 및 관리
대부분 100cm~200cm정도 키가 크기 때문에 화분에 심기보다는 노지에 모아심는 것이 좋다. 낱개로 심긴 것보다 군락을 이뤄 꽃이 피면 보기가 좋다. 가을에 알뿌리를 햇빛이 잘 들고 물빠짐이 좋은 토양에 심거나 봄에 모종을 구입해 심는다. 흙이 딱딱하고 물빠짐이 좋지 않을 때는 완숙퇴비와 굵은 마사토를 섞어서 본래의 흙에 충분히 넣어 땅을 부드럽게 만든 후 알뿌리를 심는다. 알뿌리는 15센티미터 이상 깊이로 심고 바크나 볏짚 등을 덮어 보온한다.